# Летюче віконце
«Летюче віконце» — перша поетична збірка українського поета Василя Голобородька, видана в 1970 році в Парижі видавництвом Смолоскип.
У 2005 році у серії Бібліотека шевченківського комітету вийшла збірка вибраних творів Голобородька з ідентичною назвою.

## Контекст написання
Василь Голобородько дебютує в 1964 році, вступивши на перший курс Київського університету. Після вечора обговорення молодих поетів замітка про нього з'явилася на шпальтах «Літературної України». Пізніше у цьому ж виданні було надруковано добірку його віршів, зі схвальними відгуками від Андрія Малишка та Дмитра Павличка. Цього ж року Голобородькові вірші опубліковано у журналі «Дніпро».
Наступного року, у зв'язку з виключенням з університету та початком переслідувань поета, його збірку, що мала вийти у видавництві «Молодь» і називатися «Летюче віконце», не допускають до друку. Не зважаючи на численні позитивні відгуки на доробок поета, йому починають закидати «песимізм».
У зв'язку з повторним виключенням вже з Донецького університету та фактичною забороною друкуватися, Василя Голобородька «витісняють» з літературного процесу. Його вірші поширюються виключно у самвидаві аж до 1988 року.

## Зміст
Як зазначає Петро Голубенко, у виданні 1970 року під назвою «Летюче віконце» опубліковано 4 «самвидавні» збірки поета: «Летюче віконце» (41 вірш), «Пастух квітів» (51 вірш), «Від криниці до криниці» (64 вірші), «Ікар на метеликових крильцях» (47 віршів).

## Рецепція
Ще в час першої публікації віршів Голобородька на них відгукнувся рецензією Іван Дзюба. У своїй статті «У дивосвіті української хати» він називає стосунки поета зі словом «особливими»:
|  | Василь Голобородько не шукає спеціальної поетичної мови, в манері мовлення, ритмі, синтаксисі, словнику — він дуже побутовий і «прозаїчний», вірніше — «речитативний», хоч розквітаючі бутони його степових слів-квітів сплітаються часом у химерні гірлянди. І ця речитативність відповідає й епічності, монументальності його поетичного малювання, і його зосередженості на буденній предметності життя. Але «дитинна» поетична одухотвореність В. Голобородька легко й невимушено «палить кордони недозволеного», якщо вжити його вираз, — і предметно-стале стає плинно-фантастичним, а емоційно «нульовий» переказовий речитатив переливається в напругу мінливих ритмів, парадоксальних асоціацій та метафор. |

Богдан Бойчук у своїй рецензії на збірку відзначає «двоповерховість» поетичного світу Голобородька. На його думку, на першому поверсі розташовано «публіцистичні» вірші, до яких він ставиться скептично. Натомість на другому поверсі знаходиться «справжня» поезія.
Погоджуючись із попередніми характеристиками поетової творчості, яка бере свій початок у «старих українських звичаях і демонології», «народній пісенності дум», підкресленій сновидності й дитинній казковості. Утім, на думку Бойчука, ці елементи є цінними не самі по собі: лише завдяки таланту поета вони, «проходячи крізь призму творчої індивідуальности», набирають «нових форм, нового значення і нового кута бачення».
Бойчук знаходить у творчости поета своєрідний, «суто український сюрреалізм», який базується на «сновидінні минулого» та народних вірувань. Рецензент порівнює відношення Голобородька до народної поезії зі ставленням Пікассо до іспанської народної творчости.
Також, він відзначає інтимність поета у ставленні до природи. На думку Бойчука, Голобородько «переносить (…) людські властивості (…) на речі й природу, щоб таким чином показати людську долю та приреченість», і цей прийом йому вдається завдяки вже згаданій дитячій наївності, яка «є, мабуть, (…) найкоротшою дорогою до правди».